# 무스타파 참란

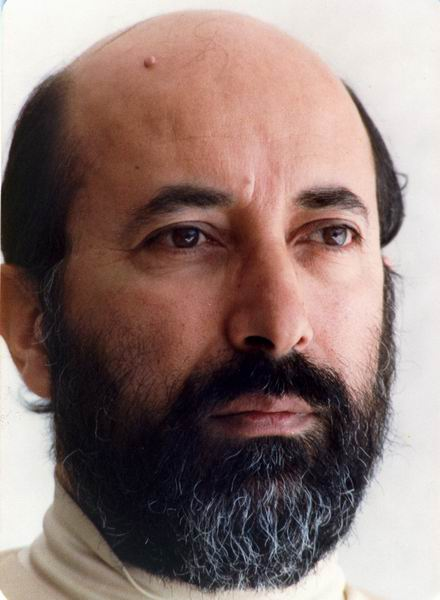

무스타파 참란 사베이(Mostafa Chamran Savei, 1932년 ~ 1981년 6월 21일)는 이란의 정치인이자 과학자로 국방 장관을 역임하다가 이란-이라크 전쟁 당시 죽었다.
테헤란 대학 졸업 후 1960년대 후반 미국 고등교육 석사 학위를 취득하고 텍사스 A & M 대학교에서 박사 학위를 취득했다. 1963년 캘리포니아 대학교 버클리으로부터 전기 공학 및 플라즈마 물리학에서 박사 학위를 받았으며 벨 연구소와 NASA 제트 추진 연구소의 선임 연구 과학자 직원으로 일했다.
페르시아어, 영어, 아랍어, 프랑스어, 독일어를 유창하게 구사했고 1970년대 후반과 1980년대 초반 정치에도 진출해 이란 혁명 활동에도 참여했으며 알제리, 이집트, 시리아, 남부 레바논 등지에서 게릴라 조직을 양성했다.
이후 이란으로 돌아가 군사 지휘관과 국방 장관, 아야툴라 호메이니의 개인 군사 보좌관, 최고위원, 국방부의 후임 대표로 임명되었다.
1980년 3월 테헤란 의회 대표로 선출되기까지 했으나 1981년 6월 21일 이란-이라크 전쟁 당시 후제스탄에서 이라크군의 공격으로 전사했다.
사후 영웅으로 추대받으며 주요 고속도로들이 그의 이름을 따서 지어졌고 이란과 레바논 등지에도 그를 기리는 많은 건물들이 세워졌다.